# Nova Olinda do Maranhão
Nova Olinda do Maranhão est une municipalité brésilienne située dans l'État du Maranhão.